# Aureilhan, Hautes-Pyrénées

Aureilhan este o comună în departamentul Hautes-Pyrénées din sudul Franței. În 2009 avea o populație de 7.881 de locuitori.

## Evoluția populației
| An        | 1975  | 1982  | 1990  | 1999  | 2006  | 2009  |
| --------- | ----- | ----- | ----- | ----- | ----- | ----- |
| Populație | 7.895 | 7.590 | 7.454 | 7.447 | 7.469 | 7.881 |